# Ladyboy

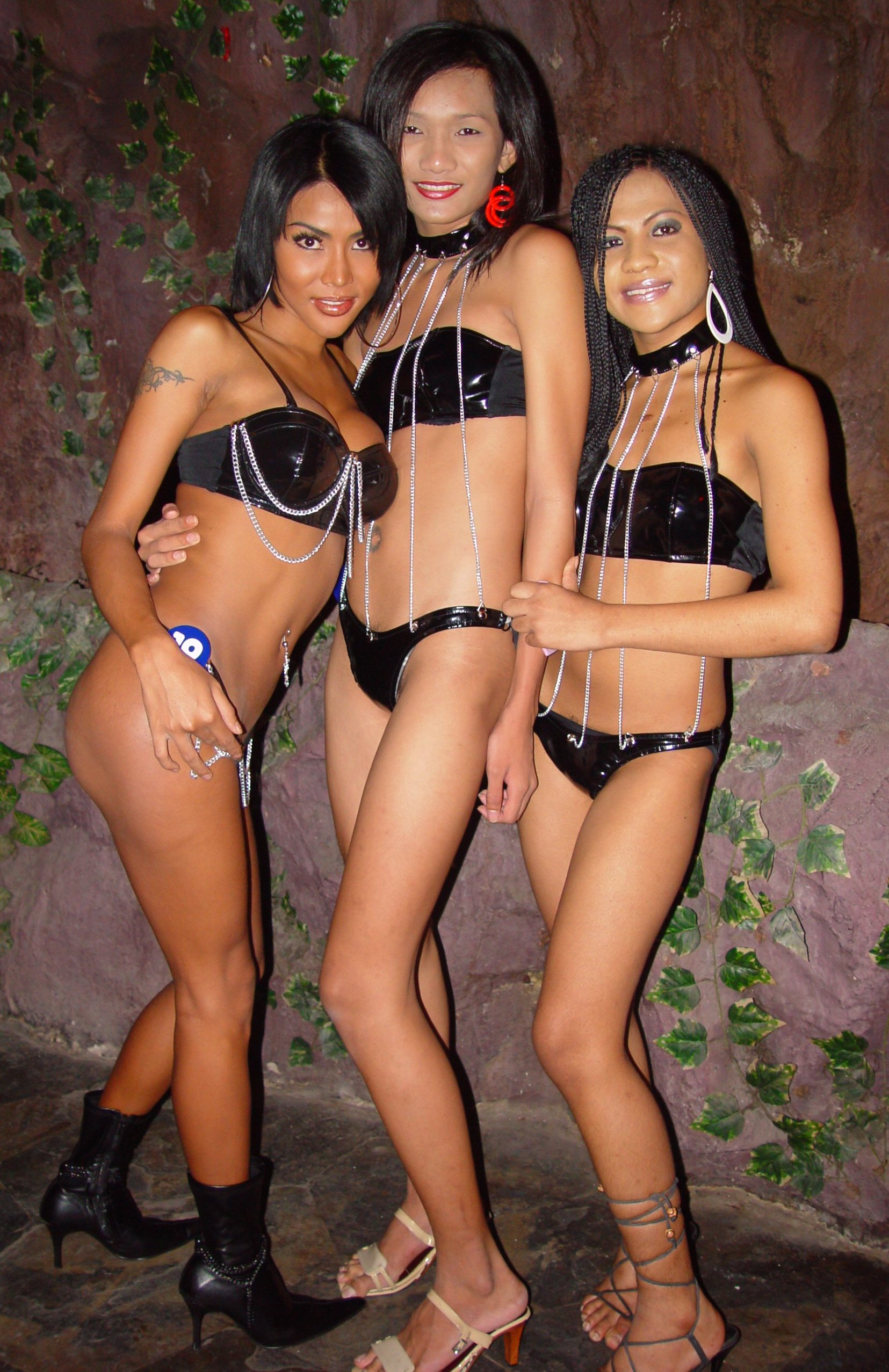
Ladyboyok táncosként dolgoznak (Go-Go dancerként) a bangkoki Nana Plazában

A kathőj (angolos átírással: kathoey vagy katoey, thai nyelven: กะเทย, IPA:[kaʔtʰɤːj]) a „nemváltó” (m2f, férfiből-nő ún. transznemű) személyek leggyakoribb megnevezése Thaiföldön. Nevezik őket még a következő módokon is: ladyboy, szao (vagy phujing) praphet szong („egy másfajta női nem”), phet thí szam (Harmadik nem). A kathőj szó valószínűleg khmer eredetű.

## Általános
A kathőj szó nem pontos megfelelője a nyugati „transznő” (transwoman) kifejezésnek – sokszor pejoratív értelemben használják, és feltételezi, hogy az illető férfi típusú (a szao praphet szong kifejezéssel szemben, ami női identitást feltételez, vagy phet thí szam, ami egy harmadik nemre utal). Peter Jackson[forrás?] szerint a kathőj szót a modern idők előtt az interszexuálisok megnevezésére alkalmazták, és a szóhasználat a 20. század közepétől a transzvesztita férfiakat kezdte jelölni. A szót használják nőies homoszexuálisokra is, akik nem cross-dresserek.
A ladyboyok többnyire azok a Transzszexuálisok, akik férfi testbe született nők, tehát személyiségük női és nőként viselkednek, de nem esnek át teljes nemváltó műtéten. Sokan közülük átesnek hormonkezelésen és mellplasztikán is (szilikonbeültetéssel nőies formájú emlőt alakítanak ki).
Egyesek keresztülmennek teljes nemváltó műtéten, hogy nemi szervüket átalakítsák, valamint ádámcsutka-kisebbítő műtéten és további orvosi folyamatokon, így utóbbiakat már nem igazán sorolhatjuk teljes mértékben a ladyboy-ok közé.
Sok esetben már nagyon hamar megállapítják transzszexuális identitásukat, (recept nélkül beszerezhető) hormonokat használnak, és átesnek több orvosi folyamaton kamasz korukban. A sminkjük, öltözetük, alkatuk igen nőies. A nyugati transznemű nőkhöz hasonlóan a ladyboyok egy részét onnan is meg lehet különböztetni a genetikai nőktől, hogy keskenyebb a csípőjük és szélesebb a válluk, valamint nagyobb a kézfejük. De közöttük is vannak akik testfelépítésben is hasonlítanak a genetikai nőkhöz (ádámcsutkájuk sincs), nekik kevésbé kell esztétikai műtéteken átesniük. Ebből eredően nehezebb is őket külsejük alapján megkülönböztetni az eredetileg nőnek született nőktől. A transzszexuális férfiaknál és nőknél esetenként kromoszómaszűrés alapján is kimutatható az ellenkező nemiség.
Thaiföldön vannak olyan ladyboy-ok, akik többnyire a szórakozóipar által nyújtott megélhetési lehetőségek miatt választják ezt a „létformát”...

## Társadalmi összefüggések
Sok ladyboy a szórakoztatóiparban dolgozik a turisták által kedvelt településeken, táncosnők és énekesnők, kabarékban (a legismertebbek talán az Alcazar és a Tiffany's Pattajában) vagy prostituáltként. Folyamatosan híresztelik, hogy a turistaközpontokban ladyboyok csoportjai zsebtolvajként működnek, de ezek túlzó általánosítások. A ladyboyok gyakran vállalnak „tisztességes” munkát. Sok országgal ellentétben, Thaiföldön a ladyboyok sokszor dolgoznak boltban, kávézóban, étteremben és butikokban is. Több ladyboy is nagyra becsült kozmetikus, mesterfodrász.
Nyugathoz képest, ahol a transzszexuálisok csak most kezdenek láthatóak lenni (és jogaik érvényesítésén fáradoznak), a ladyboyok meglehetősen gyakoriak, és a thai kultúra jobban tolerálja őket a nyugatinál: számos híres és népszerű modell, énekesnő, színésznő ladyboy, és a thaiföldi sajtó gyakran közöl fotókat a női és a ladyboy-szépségversenyek nyerteseiről közös képet. Ez a jelenség nem csak városi jelenség; sok falusi ladyboy van, és a falunapokon és egyéb falusi ünnepeken gyakran tartanak ladyboy-szépségversenyt.
Sokak szerint ez a buddhista kultúrkörnek tudható be, ami nagyon fontosnak tarja a toleranciát, mások elfogadását. A karma eszméje alapján gyakran úgy tartják, hogy a ladyboy-létet a korábbi életek bűnei okozzák, és az illető a ladyboyként teljesíti büntetését.
Lehetséges magyarázat, hogy a nyílt homoszexualitás viszonylag új jelenség, és sokkal kevésbé látványos Thaiföldön; ladyboyjá válni tehát sok homoszexuális számára megoldást jelent. A legtöbb ladyboy mindenesetre olyan férfi szexpartnert keres, akik önmagukat heteroszexuálisnak vallják, nem pedig melegnek.
Azonban a ladyboyok élete nem is annyira egyszerű. A család (főleg az apa) általában csalódik, ha a fiuk ladyboy lesz. A jogi elismerésük nem létezik egyelőre Thaiföldön: még a nemi átalakító műtét után sem változtathatják meg hivatalosan a nemüket. Továbbá sokszor a hátrányosabb vagyoni helyzetű néposztályokba tartoznak, ezért az öngyilkossági hajlamuk aránya látványosan nagyobb a társadalom egészénél.

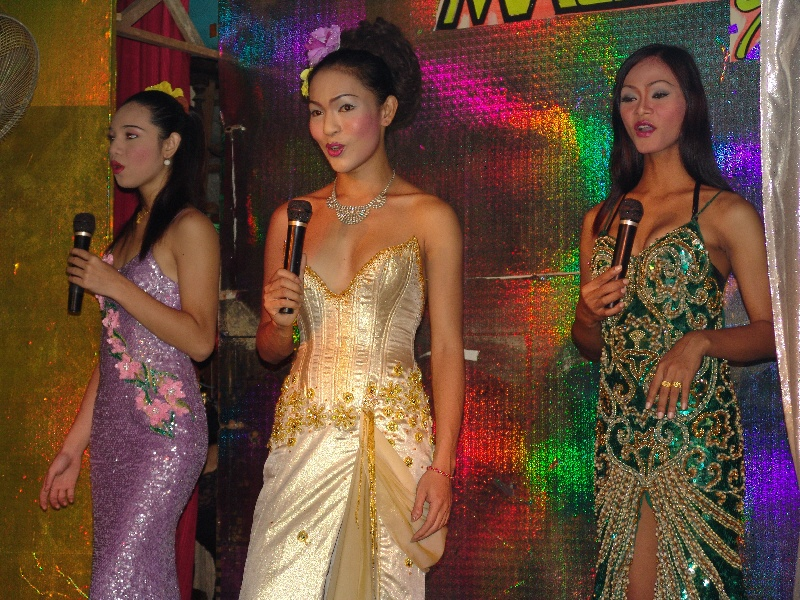
Pattaja: Kathoeyök egy kabaré-előadáson

## A közelmúlt eseményei
1996-ban egy ladyboy tanuló meggyilkolt egy fiatal nőt. Ezt a thai sajtóban megjelenő igen negatív tudósítás követte; a Rajabhat Institutes (tanárképző egyetem) ezután bezárta kapuit a ladyboyok előtt. Ezt óriási tüntetések követték, amiket melegek, leszbikusok és feministák szerveztek.
Egy műszaki iskolának már van külön mosdója ladyboyok számára is.
1996-ban egy főleg homoszexuálisokból és ladyboyokból álló  röplabdacsapat (neve Iron Ladies, azaz Vashölgyek) megnyerte a thaiföldi nemzeti bajnokságot. A kormány a nemzeti imázsra hivatkozva nem engedte, hogy két ladyboy játékos bekerüljön a nemzeti válogatottba, és részt vegyen a nemzetközi versenyen.
Az egyik leghíresebb ladyboy Nong Tum, korábbi kick-box-bajnok. Már nőnek öltözött és hormonkezelés alatt állt, mikor még mindig kick-boxolt; hosszú hajjal és kisminkelve lépett a ringbe, néha csókot adott a legyőzöttnek. A pályafutása 1999-ben véget ért, miután átesett egy nemiszerv-átalakító műtéten.

## Filmek
A Ladyboys 1992-ből dokumentumfilm, amit a Channel 4 számára készítettek, és Jeremy Marre rendezte. A történet két kamasz ladyboyról szól, akik felkészülnek egy vidéki ladyboy szépségversenyre, majd munkát keresnek egy Pattajában lévő kabaréban.
Az Iron Ladies röplabdacsapat története alapján készült humoros és népszerű film 2000-ből a The Iron Ladies címet viseli, és folytatása is van 2003-ból The Iron Ladies 2 címmel.  A röplabdacsapat 1996-os sikere és a film két része sok ladyboyt segített hozzá, hogy kiálljon magáért.
A Saving Private Tootsie c. 2002-es thai film egy melegekből és ladyboyokból álló csoport történetét meséli el, akik egy repülőgép-szerencsétlenség túlélői egy felkelés sújtotta dzsungelben. A film a melegellenes attitűdöt sok szempontból vizsgálja. Ez részben valós eseten alapul, egy híres énekes és ladyboy sminkmestere esetén, akik túléltek egy repülőgép-szerencsétlenséget.
Nong Tum, híres ladyboy kickbox-bajnok életét bemutató film a 2003-as mozi, a Beautiful Boxer.  Ellentétben a The Iron Ladies 1 & 2 filmekkel, a Beautiful Boxer komoly hangvételű.
Újdonság az Amazing Truth About Queen Raquela című film, ami egy Fülöp-szigeteki transzszexuális életét bemutató thai–Fülöp-szigeteki–izlandi–francia koprodukciós film Olaf de Fleur Johannesson rendezésében.